# Morti nel 1690
| Questa pagina contiene informazioni ricavate automaticamente dalle voci biografiche con l'ausilio del template Bio e di un bot. L'aggiornamento è periodico e automatico e ricostruisce completamente la pagina. Se manca una persona in questa lista, sei pregato di non aggiungerla, ma accertati piuttosto che la sua voce biografica contenga il template Bio e che i dati anagrafici siano correttamente compilati. Se il template Bio manca, inseriscilo tu stesso o, in alternativa, metti l'avviso {{tmp\|Bio}} che ne segnala la mancanza. Se i dati riportati sono sbagliati, correggi direttamente la voce biografica; le modifiche saranno visibili in questa lista entro pochi giorni. Per chiarimenti vedi il progetto biografie. La lista contiene solo le 79 persone che sono citate nell'enciclopedia e per le quali è stato implementato correttamente il template Bio. Pagina aggiornata al 10 lug 2025. |

## Gennaio(6)
- 7 gennaio - Theodorus Rijcke, filologo olandese (n. 1640)
- 7 gennaio - Volterrano, pittore italiano (n. 1611)
- 19 gennaio - Jan Commelin, mercante e botanico olandese (n. 1629)
- 20 gennaio - Abraham Bloteling, incisore, disegnatore e editore olandese (n. 1640)
- 25 gennaio - Gundakar von Dietrichstein, principe e politico austriaco (n. 1623)
- 29 gennaio - Alberico II Cybo-Malaspina, sovrano italiano (n. 1607)

## Febbraio(4)
- 7 febbraio - Mario Mattei Orsini, II duca di Paganica, nobile, militare e mecenate italiano (n. 1641)
- 9 febbraio - Giovanni Luigi di Nassau-Ottweiler, nobile tedesco (n. 1625)
- 10 febbraio - Gijsbert Verhoek, pittore olandese (n. 1644)
- 22 febbraio - Charles Le Brun, pittore e decoratore francese (n. 1619)

## Marzo(5)
- 4 marzo - Palla Strozzi, nobile e ambasciatore italiano
- 5 marzo - Giosuè Janavel, condottiero italiano (n. 1617)
- 7 marzo - Francesco Acerbo, poeta e gesuita italiano (n. 1606)
- 17 marzo - Gioacchino, monaco cristiano e arcivescovo ortodosso russo (n. 1621)
- 28 marzo - Emmanuel Tzanes, pittore e presbitero greco (n. 1610)

## Aprile(8)
- 1º aprile - James Annesley, II conte di Anglesey, nobile irlandese (n. 1645)
- 16 aprile - Gesina ter Borch, pittrice e disegnatrice olandese
- 18 aprile - Ayaşlı İsmail Pascià, politico ottomano (n. 1620)
- 18 aprile - Carlo V di Lorena, nobile (n. 1643)
- 19 aprile - Angela Maria della Concezione, religiosa e scrittrice spagnola (n. 1649)
- 20 aprile - Maria Anna Vittoria di Baviera, nobildonna (n. 1660)
- 25 aprile - David Teniers il Giovane, pittore fiammingo (n. 1610)
- 28 aprile - Étienne Le Hongre, scultore francese (n. 1628)

## Maggio(5)
- 14 maggio - Carlo Cerri, cardinale e vescovo cattolico italiano (n. 1610)
- 21 maggio - John Eliot, missionario britannico (n. 1604)
- 26 maggio - Samuel Lincoln, inglese (n. 1622)
- 27 maggio - Giovanni Legrenzi, compositore e organista italiano (n. 1626)
- 29 maggio - Francesco di Calvo, generale e nobile francese (n. 1625)

## Giugno(3)
- 4 giugno - François Tortebat, pittore e incisore francese (n. 1616)
- 5 giugno - Jeremias Süßner, scultore tedesco (n. 1653)
- 12 giugno - François Le Mercier, gesuita francese (n. 1604)

## Luglio(5)
- 1º luglio - Filippo di Sassonia-Merseburg-Lauchstädt, duca (n. 1657)
- 10 luglio - Domenico Gabrielli, compositore e violoncellista italiano (n. 1650)
- 11 luglio - Friedrich von Schomberg, generale tedesco (n. 1615)
- 21 luglio - Gregorio Carafa, militare italiano (n. 1615)
- 24 luglio - Cristoforo di Santa Caterina, presbitero spagnolo (n. 1638)

## Agosto(3)
- 4 agosto - Bianca Maria Aloisia Malaspina, nobildonna italiana
- 14 agosto - Pirro De Capitani, nobile e politico italiano (n. 1623)
- 17 agosto - Gasparo Cavalieri, cardinale e arcivescovo cattolico italiano (n. 1648)

## Settembre(5)
- 2 settembre - Filippo Guglielmo del Palatinato, conte (n. 1615)
- 15 settembre - Thomas Bartholin il Giovane, antiquario danese (n. 1659)
- 19 settembre - Giovanni Stefano Danedi, pittore italiano (n. 1612)
- 25 settembre - Anna Beatrice d'Este, nobildonna italiana (n. 1626)
- 25 settembre - Pieter van Lint, pittore e disegnatore fiammingo (n. 1609)

## Ottobre(9)
- 7 ottobre - Jacques Savary, mercante, scrittore e funzionario francese (n. 1622)
- 8 ottobre - Vitaliano VI Borromeo, nobile, militare e mecenate italiano (n. 1620)
- 8 ottobre - Thomas Edlinger, liutaio austriaco
- 9 ottobre - Henry FitzRoy, I duca di Grafton, nobile e generale britannico (n. 1663)
- 13 ottobre - Ole Borch, scrittore, medico e scienziato danese (n. 1626)
- 15 ottobre - Adam Frans van der Meulen, pittore e disegnatore francese (n. 1632)
- 15 ottobre - Juan de Valdés Leal, pittore spagnolo (n. 1622)
- 17 ottobre - Margherita Maria Alacoque, monaca cristiana e mistica francese (n. 1647)
- 21 ottobre - Isabella Luisa di Braganza, principessa portoghese (n. 1669)

## Novembre(2)
- 4 novembre - Giovanni Guglielmo di Sassonia-Jena, duca tedesco (n. 1675)
- 17 novembre - Charles de Sainte-Maure, letterato francese (n. 1610)

## Dicembre(1)
- 16 dicembre - Luisa Elisabetta di Curlandia, principessa (n. 1646)

## Senza giorno specificato(23)
- Carlo de Angelis, vescovo cattolico italiano (n. 1620)
- Michele I Apafi, generale ungherese (n. 1632)
- Pedro Antonio de Aragón, politico e militare spagnolo (n. 1611)
- William Ball, astronomo britannico
- Bekri Mustafa Pascià, politico e militare ottomano
- Abraham van Beyeren, pittore olandese (n. 1620)
- Giovanni Francesco Cassana, pittore italiano (n. 1611)
- Domenico De Gubernatis, religioso e storico italiano
- Francesco Di Maria, pittore italiano (n. 1623)
- Veronica Fontana, artista italiana (n. 1651)
- Ercole Gaibara, violinista italiano (n. 1620)
- Bernardino Genga, medico e anatomista italiano (n. 1620)
- Jean Gery, esploratore francese
- Theodore Haak, editore, traduttore e filosofo tedesco (n. 1605)
- Gabriël van der Hofstadt, pittore fiammingo (n. 1620)
- Pierre Le Picard, pirata francese (n. 1624)
- Domenico Melani, cantante castrato italiano (n. 1633)
- Damien Mitton, scrittore francese (n. 1618)
- Charles Molloy, giurista irlandese (n. 1646)
- Surigna Vongsa, sovrano laotiano
- Charles Swan, militare e pirata inglese
- Lambert de Visscher, incisore e disegnatore olandese (n. 1633)
- Adriaan van Flodroff, militare olandese